# 桐島かれん
桐島 かれん（きりしま かれん、日本名：渚、洋名：Zoe、1964年8月20日 - ）は、神奈川県横浜市出身のモデル、元歌手、女優、タレント。父親がスコットランド系アメリカ人で、母親は作家の桐島洋子。身長175cm。株式会社アプレ所属。

## 来歴
横浜生まれ。子供の頃は横浜中華街に住んでいたこともある。1983年、上智大学に帰国子女枠で入学するが中退。1984年、エスモード・ジャポンに入学するが中退。在学中に学生モデルを経験する。1985年、セツ・モードセミナーに入学するが中退。
1986年、資生堂のキャンペーンガールとしてモデルデビュー。1989年、サディスティック・ミカ・バンド（再結成/第二期）でボーカルデビュー。同年の高橋幸宏のツアーにもゲストとして参加。
1993年、写真家の上田義彦と結婚し、その後、3女1男の子供をもうけた。
2013年、インテリア雑貨、オリジナルウエア等を扱うライフスタイルショップHOUSE OF LOTUSのクリエーティブディレクターに就任。

## 家族
- 母:桐島洋子
- 弟:桐島ローランド
- 妹:桐島ノエル
- 夫:上田義彦
- 子: 3女1男
- 孫：1男[2]

## 出演作品

### テレビドラマ
- 『愛し方がわからない』（1989年、TBS） - 槇島美笛 役
- 『日本一のカッ飛び男』（1990年、フジテレビ）
- 『裸の大将放浪記・90分スペシャル 清・ジャングルの密会』（1992年、関西テレビ）
- 『あの日に帰りたい』（フジテレビ）
- 『西遊記』（NTV）
- 『物書同心いねむり紋蔵』（NHK）
- 『ビーチボーイズ・スペシャル』（フジテレビ）

### 映画
- 『妖怪天国ゴーストヒーロー』（手塚眞監督）
- 『鉄拳』（阪本順治監督）
- 『鏡花狂恋』（服部光則監督）
- 『修羅場の人間学』（梶間俊一監督）
- 『落陽』（伴野朗監督）
- 『リトル・フォレスト』（森淳一監督） - 福子 役
  - 夏編・秋編（2014年8月30日公開）
  - 冬編・春編（2015年2月14日公開）

### ラジオ
- かれんスタイル（NHKラジオ第1 2011年 - 2018年度下半期）

### CM
- 資生堂 インテグレート「くちびるスウィング」（1986年）※CMソング：小林明子
- POLA ミルティーラ メサージュ（1989年）
- キッコーマン マンズワイン マンズ・ヌーヴェレール（1989年）
- 日産自動車 プレセア（初代・R10型）（1990年6月 - 1995年1月）
- POLA ディニューDiNju（1992年）
- タケダ ハイシーL（1993年）[3]
- 三陽商会 AMACA（2005年）
- キリンビバレッジ 実感（2006年）
- 日産自動車 プレサージュ（2代目・U31後期型）（2006年5月 - 2007年）
- ツムラ（企業広告）（2007年-）
- セコムホームライフ GLORIOグローリオ蘆花公園（2008年 - ）
- ゆめぴりか 「すいません ゆめぴりかって何ですか?」編（2011年）
- ユニクロ　ブラトップ 桐島母娘 篇（2012年）※娘と共演
- ジャパンゲートウェイ・choice（2013年）
- サントリー オールフリー 『東京』篇・『母と空とワタシ』篇（2015年）

## ディスコグラフィ

### シングル
| 枚                  | 発売日              | タイトル              | c/w                     | 形態                | 規格品番            |                     |
| 東芝EMI / EASTWORLD | 東芝EMI / EASTWORLD | 東芝EMI / EASTWORLD   | 東芝EMI / EASTWORLD     | 東芝EMI / EASTWORLD | 東芝EMI / EASTWORLD | 東芝EMI / EASTWORLD |
| ------------------- | ------------------- | --------------------- | ----------------------- | ------------------- | ------------------- | ------------------- |
| 1st                 | 1990年5月9日        | Traveling Girl        | Wild Flowers            | 8cmCD               | TODT-2498           |                     |
| 2nd                 | 1990年7月25日       | families (家庭の構造) | 憂鬱な姫君              | 8cmCD               | TODT-2543           |                     |
| 3rd                 | 1991年7月12日       | 夢                    | 媚薬                    | 8cmCD               | TODT-2696           |                     |
| 4th                 | 1993年4月21日       | ほんきかしら          | ほんきかしら (カラオケ) | 8cmCD               | TODT-3026           |                     |

### アルバム

#### オリジナルアルバム
| 枚                  | 発売日              | タイトル            | 形態                | 規格品番            |                     |
| 東芝EMI / EASTWORLD | 東芝EMI / EASTWORLD | 東芝EMI / EASTWORLD | 東芝EMI / EASTWORLD | 東芝EMI / EASTWORLD | 東芝EMI / EASTWORLD |
| ------------------- | ------------------- | ------------------- | ------------------- | ------------------- | ------------------- |
| 1st                 | 1990年6月27日       | かれん              | CD                  | TOCT-5673           |                     |
| 1st                 | 1997年11月19日      | かれん              | CD                  | TOCT-10036          |                     |
| 2nd                 | 1991年10月23日      | ディスコ桐島        | CD                  | TOCT-6275           |                     |
| 2nd                 | 1997年11月19日      | ディスコ桐島        | CD                  | TOCT-10037          |                     |

### タイアップ曲
| 楽曲                  | タイアップ                                      | 収録作品                          | 時期   |
| --------------------- | ----------------------------------------------- | --------------------------------- | ------ |
| Traveling Girl        | ポーラ化粧品 CMソング                           | シングル「Traveling Girl」        | 1990年 |
| families (家庭の構造) | NHKアニメ『ふしぎの海のナディア』イメージソング | シングル「families (家庭の構造)」 | 1990年 |
| ほんきかしら          | タケダ「ハイシーL」CMソング                     | シングル「ほんきかしら」          | 1993年 |

## 雑誌
- ミセス（文化出版局）
- マリソル（集英社）
- Precious（小学館）
- Eclat（集英社）
- 婦人画報（ハースト婦人画報社）
- 婦人公論（中央公論新社）
- Grazia（講談社）

## 書籍
- 荒木経惟『恋愛』（1991年、扶桑社） - モデル
- 上田義彦『at Home』（2006年、リトルモア） - モデル・日記文
- 手作りのある暮らし（2007年、文化出版局）
- ホーム スイート ホーム（2011年、アノニマ・スタジオ）